# Accuracy (entreprise)
Pour les articles homonymes, voir Accuracy.
Accuracy est un cabinet français indépendant de conseil financier,. Il a été fondé en 2004 par sept anciens employés du cabinet Andersen.
L'actuel président est Frédéric Duponchel,.
Avec 750 consultants, en 2025, le cabinet est aujourd'hui présent dans 14 pays en Europe, Amérique du Nord, Asie, Moyen-Orient et Afrique,.
Le cabinet accompagne les directions d'entreprise dans leurs prises de décision et les situations de transactions, de différends et de crises,.

## Services
Accuracy propose un accompagnement spécialisé dans quatre grands domaines correspondant à des contextes critiques pour les entreprises :
Transactions
Le cabinet accompagne aussi bien des fonds d’investissement que des groupes industriels dans leurs acquisitions ou cessions, en France comme à l’international.
Accuracy intervient dans toutes les étapes d’une transaction : Due diligence financière et stratégique, modélisation financière, évaluation indépendante, support aux négociations, attestations d’équité (fairness opinion)
Litiges
Accuracy agit en qualité de conseil ou d’expert indépendant, notamment dans les contextes de différends contractuels, d’expropriations ou de litiges post-acquisition.
Accuracy est reconnu pour son expertise dans le règlement des litiges complexes. Ses équipes assistent les clients dans les contentieux commerciaux et financiers, les arbitrages internationaux (ICSID, ICC, LCIA…), l'anti-trust, l’analyse des causes racines (root cause analysis), l’expertise judiciaire et arbitrale. Dans le secteur de la construction, Accuracy intervient dans des arbitrages internationaux liés à des projets de long terme souvent marqués par des retards, surcoûts, travaux supplémentaires ou résiliations anticipées. Ses experts agissent aux côtés des maîtres d’ouvrage ou des entreprises comme texperts techniques en délais et en quantification (delay et quantum) .
Crises
Accuracy accompagne les entreprises en situation de crise en mobilisant rapidement des expertises complémentaires : évaluation financière et stratégique, analyse de marché et des données, cybersécurité, détection de fraude et investigations. Son intervention vise à rétablir la confiance des parties prenantes en apportant clarté, rigueur d’analyse et efficacité d’exécution.
Experts : Rodolphe Pacciarella, Frederic Loeper
Stratégie et transformation
Accuracy soutient les dirigeants dans leurs réflexions stratégiques et leurs projets de transformation : Planification stratégique et revue de portefeuille, définition et mise en œuvre de plans de transformation, amélioration de la performance opérationnelle, data science, smart analytics et stratégie digitale, valorisation d’actifs immatériels (IP, marques, etc.)
Le cabinet agit en lien étroit avec les directions générales et financières pour garantir la pertinence et l’exécution des décisions.
Le cabinet ne réalise aucun audit statutaire ni mission réglementée, garantissant son indépendance et l’absence de conflit d’intérêts.
Experts : Sophie Chassat

## Présence internationale
Accuracy est présent dans 14 pays dans le monde. Après les bureaux de Londres, Madrid, Barcelone, Milan, Casablanca, Pékin, Hong Kong, Singapour, Delhi, Francfort, Munich, Amsterdam, Dubai, Accuracy a étendu sa présence aux Etats-Unisen 2024, avec des bureaux à New York, la Nouvelle-Orléans, Las Vegas et Dallas.

## Accuracy Business Cup
L’Accuracy Business Cup est un concours international d’études de cas organisé chaque année par Accuracy à destination des étudiants de grandes écoles de commerce, d’ingénieurs et d’universités. Organisé en partenariat avec une grande entreprise internationale, ce business game vise à confronter les participants à des problématiques réelles d’entreprise dans des domaines tels que la finance d’entreprise, la stratégie, ou la résolution de litiges.
Chaque édition rassemble des équipes venues de différents pays où le cabinet est implanté, notamment la France, le Royaume-Uni, l’Allemagne, l’Espagne, l’Italie, l’Inde, le Canada ou Singapour. Les équipes sélectionnées accèdent à une finale internationale au siège d’Accuracy à Paris, où elles présentent leurs recommandations devant un jury composé de consultants expérimentés et d’associés du cabinet.
En 2025, l'Accuracy Business Cup a fêté ses 10 ans aux côtés de Danone. 

## Great Place to Work
Accuracy se différencie de ses pairs en cultivant un sens du collectif et une attention constante postée à garantir une égalité de traitement pour tous.